# クルナ・アッサウダー山
クルナ・アッサウダー山は標高3,088mのレバノン最高地点である。
レバノン山脈の1,800m以上の地点は一年の内4ヶ月雪が積もり、2,500m以上では6ヶ月となる。
山域には、レバノン杉の森が残るカディーシャ渓谷があり、世界遺産「カディーシャ渓谷と神の杉の森」となっている。
ヤコブス・デ・ウォラギネの黄金伝説では、クルナ・アッサウダー山の頂上でノアが洪水を生き延びた後、神聖な木を植えたとされる。木の種はエデンの園の智天使からセトに授けられ、セスは成長のために血を出し、セスの死後、この山でアダムはセスの血を口に入れたという言い伝えが残っている。